# Hierodula heteroptera
Hierodula heteroptera es una especie de mantis de la familia Mantidae.

## Distribución geográfica
Se encuentra en Malasia Borneo e isla de la Sunda.